# 와일드 테일즈: 참을 수 없는 순간
《와일드 테일즈: 참을 수 없는 순간》(스페인어: Relatos salvajes)은 2014년 공개된 영화이다.

## 출연

### 주연
- 리카도 다린
- 레오나르도 스바라글리아
- 다리오 그란디네티
- 에리카 리바스
- 마리아 오네토

### 조연
- 줄리에타 질베르베르그
- 낸시 듀플라
- 오스카 마티네즈
- 저먼 드 실바

## 기타
- 프로듀서: 에스더 가르시아
- 분장-헤어: 마리사 아멘타